# Дух Дракона
«Дух Дракона» (известная также под названиями Throne of Fire и Blazing Throne) — бесплатная браузерная фэнтези-MMORPG. Разработана Snail Game. Издана Vibrant Communications. Локализована на русском языке Mental Games.
Русскоязычная версия игры была запущена в закрытом бета-тесте 25 августа 2011 года, открытый тест начался в феврале 2012. Впоследствии оказалось, что в игре имеются баги, приводящие к дубликации игрового имущества (так называемые «дюпы»), из-за чего игру пришлось закрыть. Сайт с русскоязычной версией был закрыт в 2013 году.

## Особенности игры
Обширный и красивый игровой мир
Земли Шеруса разнообразны. Игроки смогут побывать на горных вершинах, в густых лесах, мрачных болотах и множестве других местах. В игре есть крупные города и деревни, подземелья и арены. На каждом шагу игроков поджидают сотни монстры, Зловещие Боссы, и тысячи артефактов, разбросанных по всему миру.
Современная графика и высокохудожественное оформление
Фоновые изображения нарисованы на высоком художественном уровне. Игровые сцены соответствуют современным стандартам компьютерной графики. В игре реализовано множество визуальных спецэффектов и атмосферный саундтрек.
PvP и PvE сражения
Сражения в игре могут вестись как с монстрами, так и между игроками, как поодиночке, так и в команде. Игроки могут создать групповой бой и видеть сразу всех своих соратников и врагов, видеть каждое их действие на одном поле боя в панорамном охвате. В игре помимо обычных противников присутствуют и особо крупные «боссы». Механика боя построена таким образом, чтобы бои были динамичными и визуально впечатляющими.
Отличительные особенности развития персонажей
- четыре расы: Люди, Эльфы, Орки, Отрёкшиеся
- семь классов персонажей: Знахарь, Маг, Жрец, Паладин, Воин, Вор, Охотник

Возможность строить замки и вносить свой вклад в расширение целого города
Замок — это сердцевина игрового общества и боевой стратегии. Здесь у персонажей очень много возможностей. Одна из них — создание предметов, артефактов и оружия высокого качества. За участие в развитии замка персонажи могут получить почетные титулы и ранги. Таким образом, игроки могут не только повышать рейтинг замка и открывать новые возможности, но и получать более высокие социальные статусы (гражданин, аристократ, министр и т. д.), что дает вам возможность напрямую влиять на жизнь города, устраивать политические игры и участвовать в выборах короля.
За свои владения нужно будет бороться, защищать их и завоевывать новые территории.
Анфилада комнат для последовательного сражения с множеством различных монстров
В игре присутствует масса подземелий, с разными уровнями сложности, где каждая из комнат охраняется Боссом, и только победив его, игрок сможет пройти дальше. Все комнаты разнообразны, поэтому каждый раз у игроков будет новое приключение, встречи с новыми Боссами и новые награды. Добравшись до последней из них, игрокам придётся сразиться с «главарём», что в одиночку сделать сложно.
Призыв Легендарного Дракона на поле боя
Древняя раса Драконов готовы помочь в битве с противниками, их можно призывать во время сражения. Игрок, вызвавший Дракона, может управлять его мощными боевыми способностями и уничтожить врага за считанные секунды.
Многоуровневая система квестов
В игре присутствует обширное количество квестов и на получение опыта, и связанных с прохождением подземелий, и ориентированных на РvР сражения (раса на расу, клан на клан, замок на замок), и сюжетные, которые будут обновляться ежемесячно, и посвященные сбору сетов артефактов, и многие другие.

## Краткая история мира

### Эпоха хаоса (около PC1000, P.C.:Prima Crea — до сотворения мира)
Мир игры создал демиург Шерус и назвал его в свою честь. На планете есть два континента Истрен и Пувур (Свет и Тьма на древнем наречии), что соответствует их природе.
По своему образу и подобию он также создал младших богов, поручив им управлять новым миром. После всего содеянного демиург устал и заснул божественным сном. Когда он проснётся и случится ли это когда-нибудь неизвестно.

### Эпоха богов (DC1 по DC2900, D.C.: Dopo Crea — после сотворения мира)
Какое-то время боги следили за миром, как и было велено. Но так как демиург не потрудился распределить чётко их обязанности со временем это привело к распрям, а позже к войнам. Примерно в это же время из буйства магических стихий возникли новые младшие расы: люди, эльфы и орки. В итоге затяжной войны боги почти полностью истребили друг друга, а выжившие почти полностью потеряли свою силу и были вынуждены покинуть мир Шеруса, уйдя в иные реальности.

### Эпоха драконов (с DC4613 по DC5414)
Происхождение драконов остается загадкой, никто не знает, откуда они взялись, но на Шерусе появились после войны богов. Вероятно, они пришли из иных измерений или возникли в результате столкновения божественных сил.
Драконы изначально были разобщены на два противоборствующих лагеря, между которыми шло постоянное соперничество с самого момента их появления. Являясь самыми могущественными существами в мире Тёмные Драконы предприняли попытку подчинить себе все остальные расы. На какое-то время им это удалось. Этот период вошел в историю как Темные Времена. Но люди под предводительством лидера Отто объединились и начали освободительную войну. Она окончилась поражением армии людей, но подала пример другим расам и ослабила Тёмных Драконов. Эта война вошла в историю как Первая Драконья Война. Объединённая армия всех младших рас Шеруса при помощи Светлых драконов смогла победить Тёмных Драконов, почти полностью уничтожив их. Война охватила оба материка Шеруса и вошла в историю как вторая Драконья Война.

### 4979 год — Появление отрёкшихся
Отрёкшиеся не были созданы миром Шеруса. Это целый народ, сумевший вырваться из-под власти ужасного демона. Они пришли в мир Шеруса через разломы в пространственных барьерах, образовавшихся из-за Великих Драконьих Войн. В это же время, расы, лишившись общего противника вступили в междоусобную войну. Эльфы и люди по неизвестным причинам напали на орков. Но ослабленные ранними войнами не смогли вести затяжную войну и заключили перемирие. Отрёкшиеся и орки заключили союз, начав обмен ресурсами. Прекращение войн привело к долгожданной поре развития и процветания. 4985 год был назван Годом Процветания. Но мир по-прежнему был шаток.

### 5414 год — время действия игры
Именно в этот период начнутся события игры. Мир шаток, старые союзы неустойчивы. Остатки Тёмных Драконов всё ещё прячутся в отдалённых уголках Шеруса. Как будут развиваться события дальше, полностью зависит от игроков.